# Your Face
Pour plus de détails, voir Fiche technique et Distribution.
Your Face est un court métrage d'animation américain réalisé par Bill Plympton en 1987. Il s'agit d'un homme assis sur une chaise qui chantonne une chanson sur le visage de son amant (ou amante), et alors qu'il chante, son propre visage commence à se déformer de diverses manières. Sa chanson se termine brusquement lorsqu'une bouche s'ouvre dans le sol et l'avale, lui et la chaise en entier; après le générique de clôture, la bouche réapparaît et se lèche les lèvres.
La chanson de ce court métrage était chantée par Maureen McElheron, connue pour avoir composé les chansons de The Tune, également de Bill Plympton. Après l'enregistrement, la chanson a été ralentie d'un tiers, rendant la voix plus masculine. Son visage est déformé en de nombreuses formes différentes, comme un ballon, un cube ou un cornet de crème glacée .
La chanson est faite spécialement pour ce court métrage, et les paroles décrivent une description métaphorique du visage de quelqu'un en utilisant un vocabulaire musical pour décrire la beauté de ses traits.
Le court métrage fut nommé aux Oscars du meilleur court métrage d'animation à la 60e cérémonie des Oscars, en 1988,.
Une variante de ce court métrage a été utilisée dans le gag du canapé dans l'épisode 13 la 29e saison des Simpsons "Sans titre", avec le visage d'Homer Simpson remplaçant l'homme d'origine et Dan Castellaneta (Philippe Peythieu dans la version française) pour le chant. Cette version se termine avec la famille Simpson assise sur le canapé du salon.